# Regionaler Naturpark Loire-Anjou-Touraine

Logo des Naturparks

Der Regionale Naturpark Loire-Anjou-Touraine (französisch Parc naturel régional Loire-Anjou-Touraine) erstreckt sich im französischen Département Indre-et-Loire in der Region Centre-Val de Loire, und im Département Maine-et-Loire in der Region Pays de la Loire. Die Namensgebung des Naturparks bezieht sich auf die historischen Provinzen Anjou und Touraine, zwischen deren ehemaligen Hauptstädten Angers und Tours sich das Parkgebiet grob erstreckt. Es liegt beiderseits der Loire, wobei die Gebiete südlich des Flusses den größeren Flächenanteil umfassen. Wichtige Nebenflüsse münden hier in die Loire und bilden mit ihrer Wasserzufuhr das ökologische Kerngebiet des Naturparks. Es sind dies:
- Cher
- Indre
- Vienne
- Thouet und
- Authion

Der Naturpark wurde 1996 gegründet und bedeckt eine Fläche von 270.858 Hektar. Sein Gebiet umfasst einen von etwa 181.000 Einwohnern besiedelten Raum. Die Parkfläche erstreckt sich über 141 Mitgliedsgemeinden, Tours und Angers sind als Zugangsstädte mit dem Park assoziiert. Die Parkverwaltung hat ihren Sitz in Montsoreau (47° 13′ 1″ N, 0° 3′ 19″ O).

## Landschaft

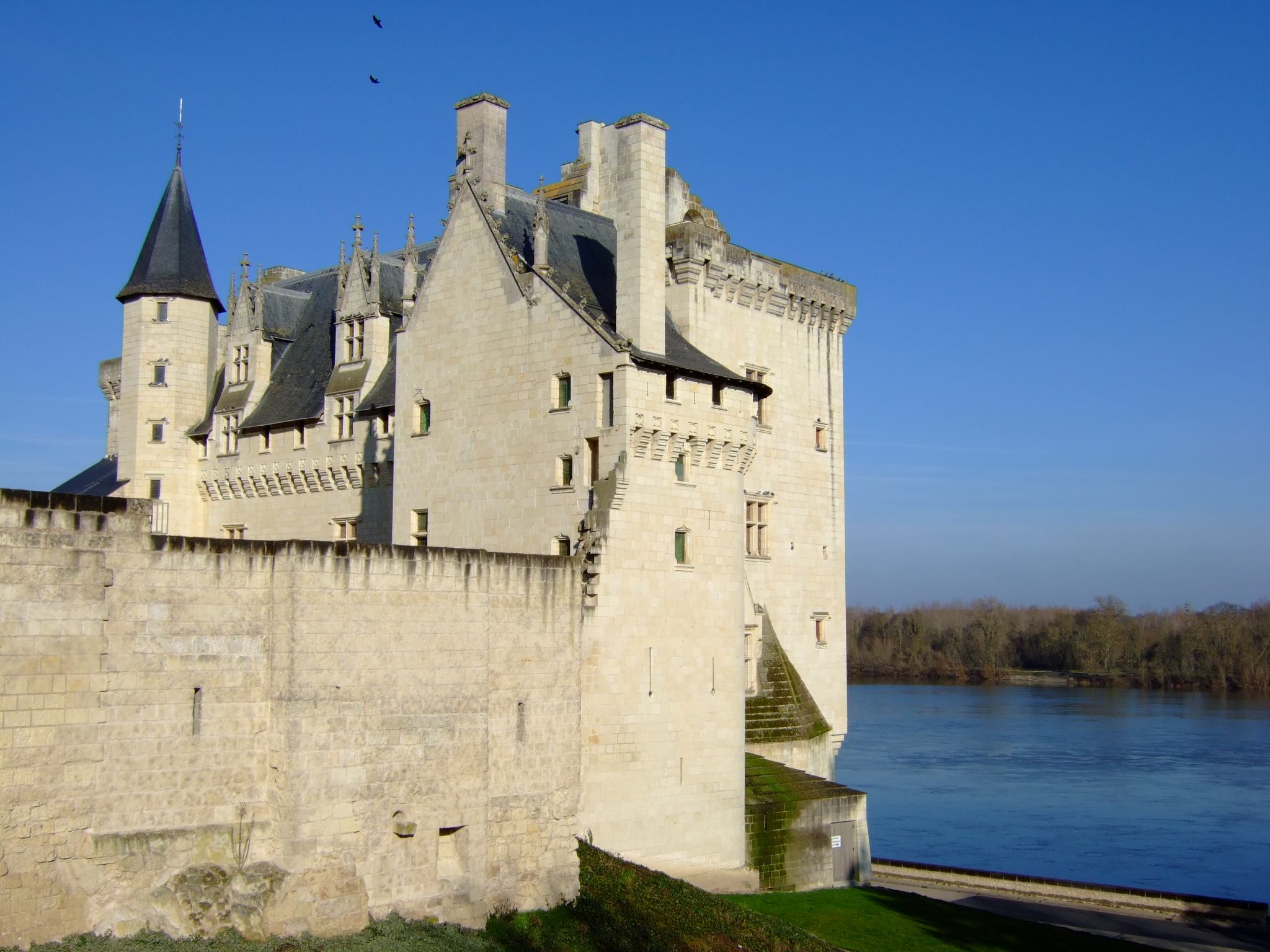
Schloss Montsoreau an der Loire

Im Bereich des Naturparks ist die Loire noch heute ein frei fließendes Gewässer, da keine Staudämme oder Schleusen ihren natürlichen Lauf beeinflussen. Das Gebiet gliedert sich in verschiedenen Landschaftsformen, die am Wasserlauf der Loire und ihrer Nebenflüsse ihren Ausgang nehmen und durch die Maßnahmen zur Bewahrung der natürlichen Umwelt zu einer artentypischen Vielfalt der Flora und Fauna führen. Es sind dies:
- Lebensraum Wasser und überflutbare Gebiete
- Moore und Sümpfe
- Kalkplateaus auf den Uferklippen
- Kalktrockenrasen
- Heide- und Waldzonen

Abseits der geschützten Kernzonen wird das Gebiet durch landwirtschaftliche Kulturen geprägt, wobei besonders der Weinbau im Weinbaugebiet Anjou sowie in Saumur hervorzuheben ist.
Typisch für diese Landschaft ist der Tuffstein, in dem verschiedenartige Höhlenwohnungen und Vorratsspeicher angelegt wurden, der aber auch für die Errichtung der vielen Schlösser der Loire herangezogen wurde.
Im Jahr 2000 wurde das Loiretal zwischen den Städten Sully-sur-Loire und Chalonnes-sur-Loire wegen der reichen Natur- und Kulturlandschaft zum Weltkulturerbe der UNESCO erklärt. Rund 2/3 dieses Gebietes liegen im Regionalen Naturpark Loire-Anjou-Touraine.

## Weblinks

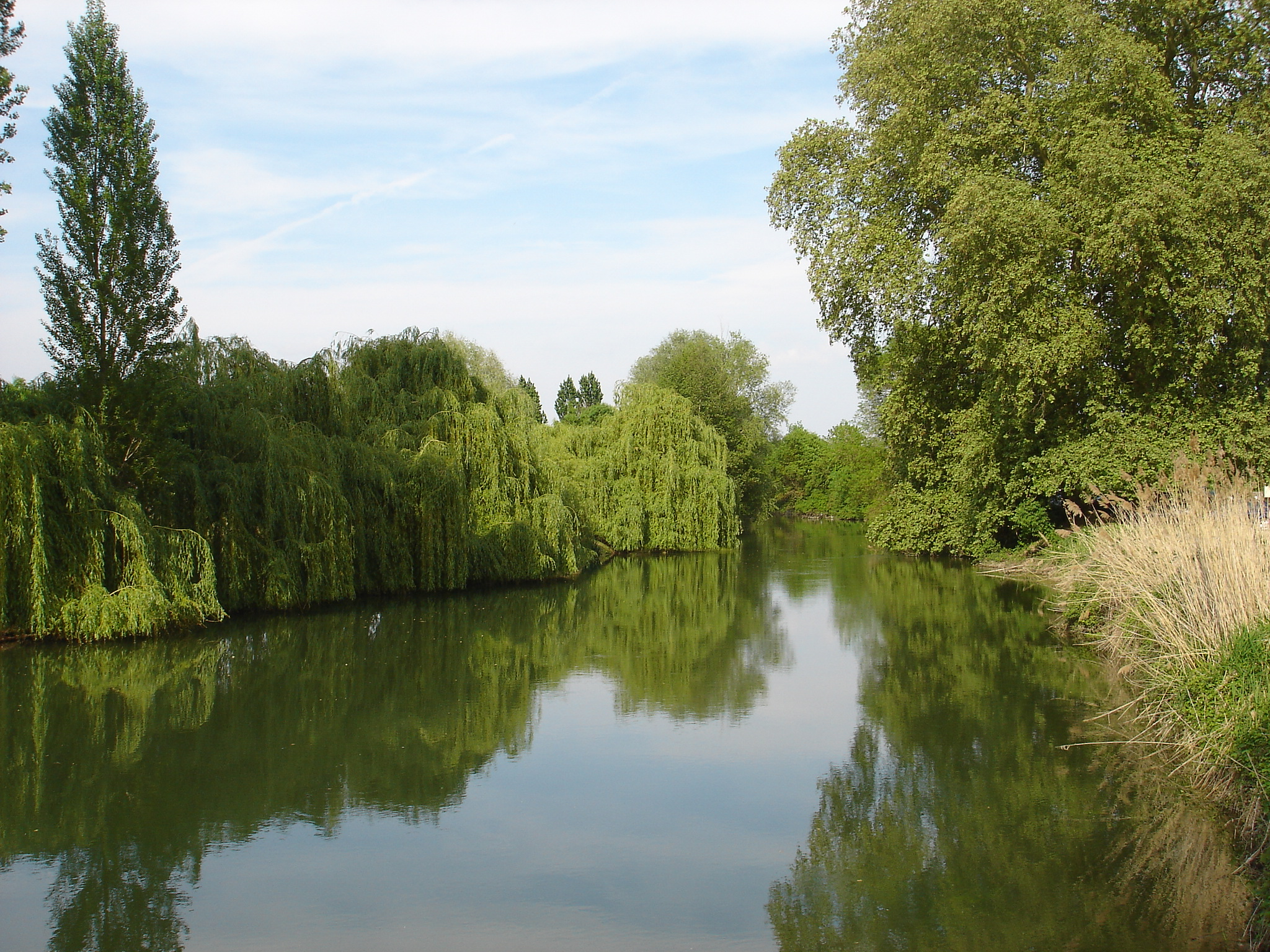
Die Indre bei Rigny-Ussé
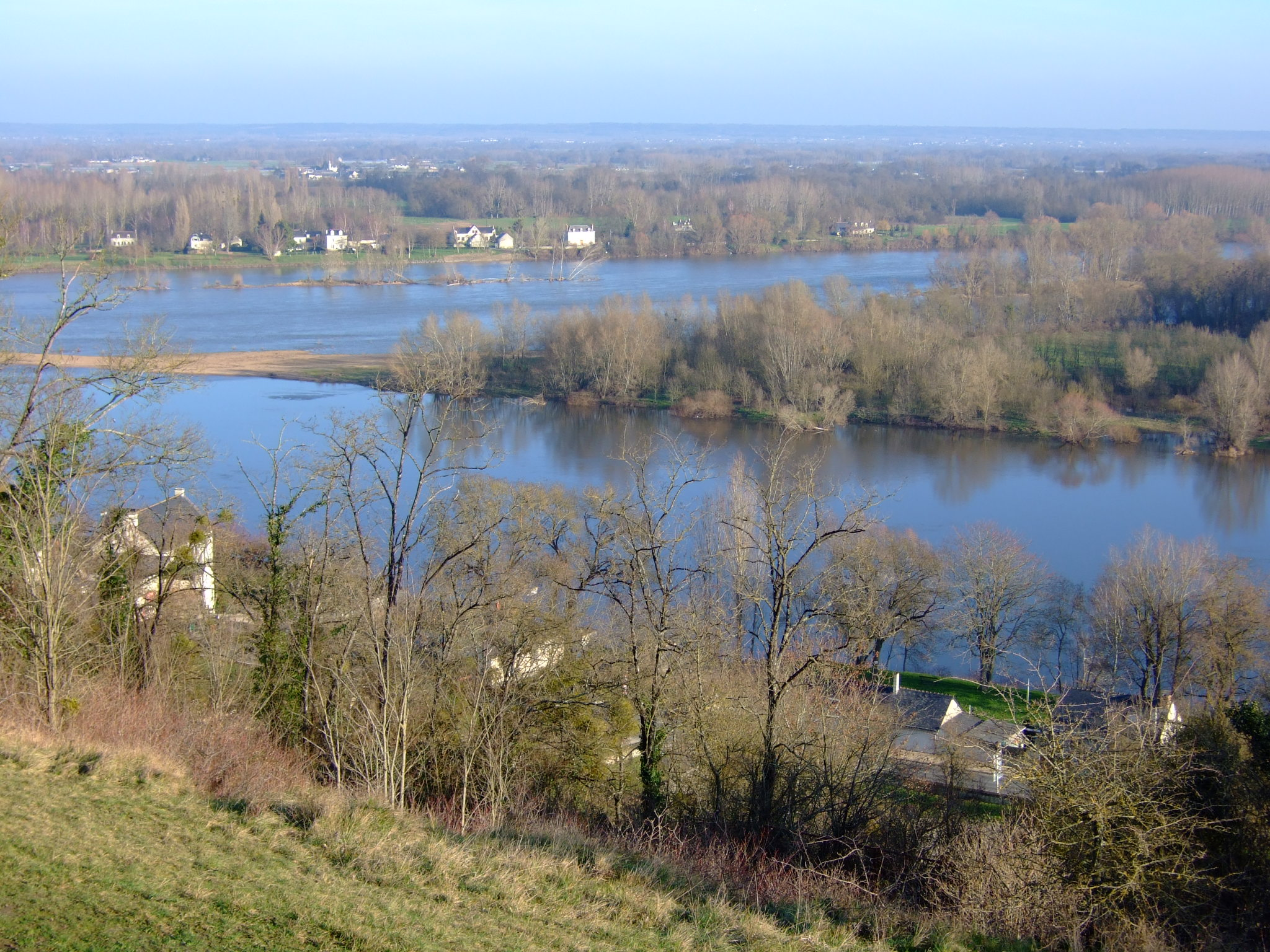
Mündung der Vienne in die Loire
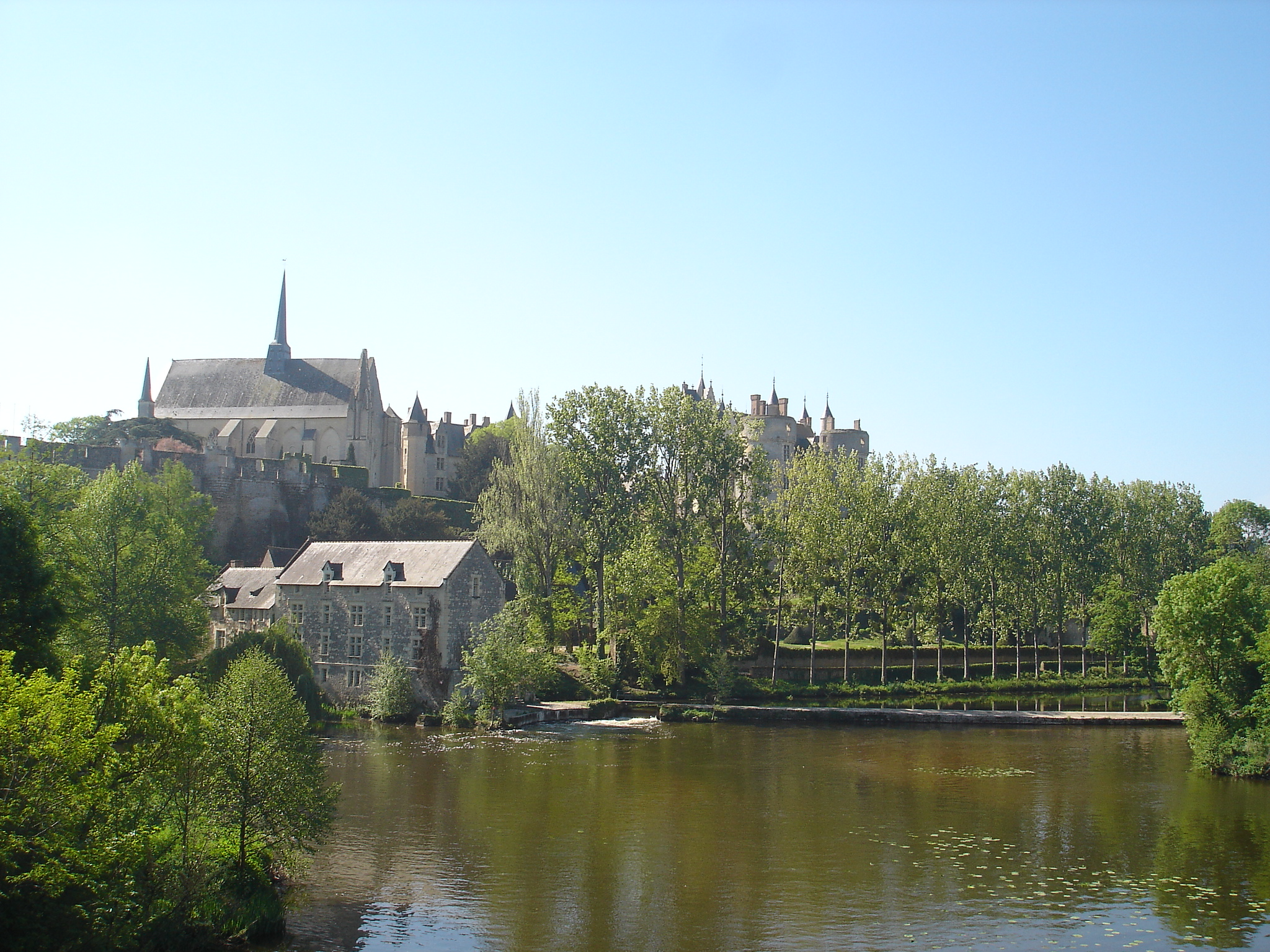
Der Thouet bei Montreuil-Bellet
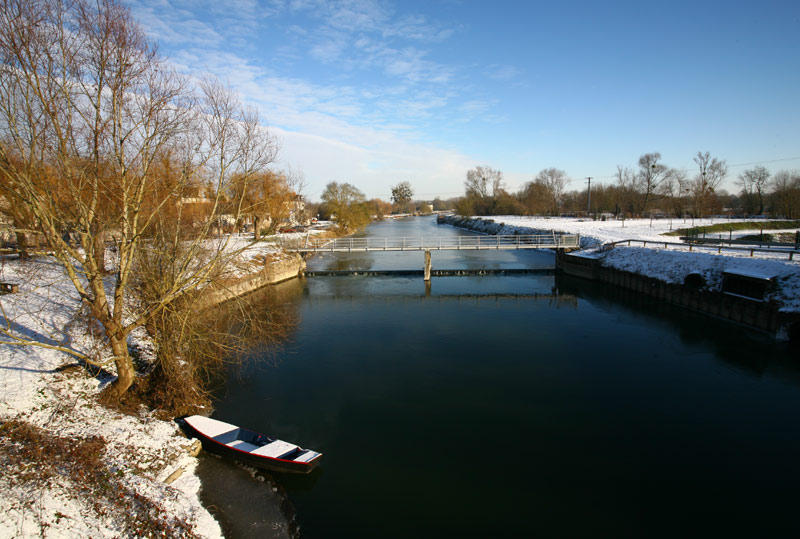
Der Authion bei Brain-sur-l'Authion